# إيلين دياتو
إيلين دياتو (1912- 1972)، هي راقصة وممثلة مصرية-يونانية الأصل.

## حياتها ونشأتها
وُلدت في حي الظاهر بالقاهرة سنة 1912. إشتركت في الأفلام المصرية كراقصة في الاستعراضات الجماعية كما في فيلم تاكسي الغرام (1954)، مملكة النساء (1955). كما قامت بأدوار تمثيلية صغيرة كما في فيلم بنت البلد (1954). يمكن رؤيتها في دور سونيا صديقة فتحى (أحمد رمزي) في فيلم بنات اليوم (1956)، ودور ماريز صديقة لاتانيا (نيللي مظلوم) وعضو عصابة المخدرات في فيلم إبن حميدو (1957).